# 31/12 (فلم)
31/12 فيلم مصري من إنتاج عام 2013.

## القصة
في إطار الإثارة والتشويق تدور أحداث الفيلم حول أحد ضباط الشرطة (إدوارد) الذي يبحث عن متورطين في جريمة قتل يحوم حولها الغموض، ويتهم فيها رجل الأعمال (سامي العدل)... تتوالى الأحداث حيث يُكتشف أن الضابط (أشرف مصيلحي) متورط بالقضية وأن هناك خيوط تربطه بـ(علا غانم) زوجة أحد رجال الأعمال.

## طاقم التمثيل
- علا غانم
- إدوارد
- رامي وحيد
- أشرف مصيلحي
- سامي العدل
- مروة عبد المنعم
- سامح أمين
- محمد القبلاوي

## فريق العمل
- إخراج: محمد حمدي
- إنتاج: سوتير للإنتاج الفني (هاني وليم)
- منتج فني: ميديا جروب للإنتاج الفني (محمد عارف)
- تأليف: سامح أبو الغار
- معالجة السيناريو: مصطفى السبكي
- مونتاج: غادة عز الدين
- موسيقى تصويرية: إسلام صبري
- مدير التصوير: تامر جوزيف

## وصلات خارجية
- مقالات تستعمل روابط فنية بلا صلة مع ويكي بيانات
- صفحة الفيلم في قاعدة بيانات الأفلام العربية